# Optima
Optima (オプティマ) は、ヘルマン・ツァップによってデザインされたサンセリフの欧文書体。ツァップが1950年にイタリアのサンタ・クローチェでみかけた碑文にインスパイアされ、制作したという。
書体の分類上、一般的にはセリフのない活字書体であるためサンセリフに分類されるが、他の多くのサンセリフ体とは異なり、縦線と横線の太さが異なり、縦線のほうが太い。そのため、エレガントさとシンプルさを兼ね備えた独特の美しいフォルムにより愛されている。
ビットストリーム社からは同様の字母の書体がZapf Humanist 601 の名前で出されている。

## Optima Nova
2003年には、ライノタイプ・ライブラリ社から、改刻されたOptima Novaが発表された。このOptima Novaのデザインはツァップの協力のもと小林章によって行われた。Frutigerの改刻版 Frutiger Next と同じように、オブリーク（光学的な斜体）ではなくきちんとデザインされたイタリックが用意され、写植機などの構造的な制限からゆがめられた文字がよりオリジナルに近いものに近づけられるなど、細部にわたるデザインの質の向上が図られている。コンデンス体やタイトル用の大文字書体の追加、オールドスタイル数字およびスモール・キャップの作成なども行われている。